# Périodes sensibles
 (janvier 2021).
Pour un article plus général, voir Période critique.
Les périodes sensibles de l'enfant sont dans la pédagogie Montessori des phases durant lesquelles celui-ci fait preuve d'une attention particulière à des objets ou des activités, ce qui lui permet de développer des aptitudes ou des caractères précis. L'enfant a alors une capacité momentanément accrue à construire son langage, ses mouvements, son sens de l'ordre, son raffinement des sens ou encore son développement social. Ces périodes sensibles s'apparentent à des moments fugitifs d'un besoin qu'a l'enfant de satisfaire sa curiosité naturelle et où l'assimilation des aptitudes est facilitée, selon Maria Montessori, mais elles se dissipent progressivement si l'environnement de l'enfant ne contient pas l'objet de sa curiosité.

## Pédagogie

### L'esprit absorbant et les périodes sensibles
La Pédagogie Montessori privilégiant l'apprentissage autonome de l'enfant, elle repose sur l'utilisation de son esprit absorbant et de ses périodes sensibles. L'esprit absorbant est l'adaptation de l'enfant à son environnement, qui « absorbe le monde qui est autour de lui » lors des périodes sensibles. Selon Emanuelle Opezzo, « une période sensible est une période particulière et limitée dans le temps pendant laquelle l'enfant est inconsciemment et irrésistiblement sensible à certains aspects de son environnement, en excluant d'autres ». Dans son livre L'enfant, Maria Montessori explique que les périodes sensibles « guident en rendant l'enfant sensible à certaines choses, en le rendant indifférent à d'autres ».

### Périodes sensibles chez les animaux
Maria Montessori évoque le chercheur hollandais Hugo de Vries, lequel observa des périodes sensibles chez les animaux, notamment chez la chenille. En effet, une chenille naissant accrochée à une branche a une forte sensibilité a la lumière qui la pousse à se diriger vers le tronc, plus à l'abri de ses prédateurs, puis en grandissant, elle perd cette sensibilité, « elle est devenue indifférente [à la lumière] ».

## Liste des périodes sensibles[2]
Il existe six types de périodes sensibles s'échelonnant chronologiquement, bien qu'à des âges variables selon les individus:
- La période sensible de l'ordre, de la naissance à environ 6 ans
- La période sensible de la coordination des mouvements, entre environ 1 an et demi et 4 ans
- La période sensible du raffinement des sens, entre environ 1 an et demi et 5 ans
- La période sensible du langage, entre environ 2 ans et 6 ans
- La période sensible du comportement social, entre environ 2 ans et demi et 6 ans
- La période sensible des petits objets, au cours de la deuxième année

### Période sensible de l'ordre
Durant cette période, l'enfant ordonne et attribue des fonctions et des emplacements aux objets et aux individus. Cela lui permet d'appréhender son environnement, de lui fournir des repères pour construire sa pensée. L'enfant est très enclin à ranger les choses qu'il considère ne pas être à leur place dans cette période.
Selon Maria Montessori, « l'ordre des choses », aux yeux de l'enfant, « c'est connaître la place de chacune d'elles, c'est-à-dire se rappeler où chaque objet se trouve, c'est-à-dire être capable de s'orienter dans l'espace ambiant ». Au cours de ses observations, Maria Montessori décrit que l'enfant qui vit des expériences ne respectant pas l'ordre auquel il est sensible, tel que dormir dans un lit trop grand pour lui, différent du berceau « contre les parois duquel ses membres trouvaient un appui », ou encore être tenu dans un sens inhabituel lorsqu'il est lavé ou porté, peut réagir en pleurant, en criant ou même en s'agitant fortement. Ces réactions sont alors qualifiées de « caprices », à tort selon Maria Montessori.

### Période sensible de la coordination des mouvements
L'enfant développe pendant cette période sa motricité, tant pour la station verticale que pour l'usage de ses mains. Les mouvements sont dans un premier temps instinctifs puis deviennent progressivement intentionnels.
Ainsi il lie la pensée à ses actions et son influence sur l'environnement, grâce à son esprit absorbant.

### Période sensible au raffinement des sens
En sollicitant individuellement chacun de ses sens, l'enfant apprend à distinguer les odeurs, les objets par le toucher  et les formes visuelles. Certains jeux éducatifs peuvent favoriser cet apprentissage.

### Période sensible du langage
Durant cette période, l'enfant assimile, sans qu'elles le lui soient enseignées, les langues parlées autour de lui. Cela comprend la logique de construction de la langue, les détails comme l'accentuation, et la compréhension du sens.
Le langage oral est assimilé entre la vie utérine et 4 ans environ, âge où l'écriture prend le relais, accompagnée de la lecture.

### Période sensible du comportement social
Se tournant vers les individus qui l'entourent, l'enfant prend connaissance des règles sociales posées et/ou tacites du groupe dans lequel il se trouve et apprend à les respecter afin d'obtenir l'assentiment de son entourage. Il imite alors le comportement des autres et comprend qu'il doit maîtriser certains actes.

### Période sensible des petits objets
Cette période relativement courte de la deuxième année voit un intérêt accru de l'enfant pour les objets et détails minuscules de son environnement, détails que la plupart des adultes ne remarquent pas ou auxquels ils n'accordent pas d'attention particulière. Leur manipulation pourrait alors favoriser la motricité fine.

## Mise en place des périodes sensibles

### Environnement et entourage[5]
Pour que l'enfant puisse développer ces sensibilités, il doit se trouver dans un environnement sûr et sécurisant, calme, doté d'une grande richesse de possibilités d'exploration, adapté à la ou aux périodes(s) sensible(s) susceptible(s) de correspondre à son âge en respectant l'ordre décrit pour chacune de ces périodes, et garantissant sa liberté d'action physique. L'environnement a une importance particulière dans la pédagogie de Maria Montessori, qui déclare : « C’est dans les premières années de sa vie que l’enfant prépare, grâce a [sic] son esprit absorbant, tous les caractères de l'individu, bien qu’il en soit inconscient. Aussi l’aide éducative est-elle apportée à cet âge grâce au milieu. »
L'intervention de l'adulte doit rester discrète et réduite, à la demande de l'enfant. Elle doit également être anticipatrice, c'est-à-dire que l'adulte doit se mettre à la place de l'enfant et imaginer ses réactions face aux objets et événements qu'il vit ou expérimente. Il peut également ajuster les activités proposées si celles-ci n'ont provoqué aucune réaction de l'enfant ou s'il s'en désintéresse. L'adulte doit notamment avoir une écoute suffisante. Maria Montessori écrit : « Le premier pas pour résoudre entièrement le problème de l'éducation ne doit pas être fait vers l'enfant mais vers l'éducateur : il faut apporter de la clarté à sa conscience et le libérer d'un grand nombre de préjugés. »